# Guillaume Chevrollier
Guillaume Chevrollier, né le 27 octobre 1974 à Château-Gontier, est un homme politique français, membre de Les Républicains.
Il est élu député de la deuxième circonscription de la Mayenne lors des élections législatives de juin 2012 et prend ainsi la suite de Marc Bernier dont il avait été directeur de campagne. Alors qu'il brigue un nouveau mandat lors des élections législatives de juin 2017, il est contraint d'abandonner l'Assemblée nationale après s'être incliné au second tour face à la candidate de la majorité présidentielle Géraldine Bannier. Il est élu sénateur de la Mayenne lors des élections sénatoriales du 24 septembre 2017, et réélu pour un second mandat de 6 ans, le 24 septembre 2023.

## Biographie

### Éléments personnels
Guillaume Chevrollier, qui vit à Château-Gontier, est marié et père de trois enfants.
Il est directeur de programmes immobiliers à Angers, Nantes et Le Mans pour un promoteur aménageur privé.

### Vie politique

#### Débuts locaux
Il se présente en deuxième place sur une liste divers droite présentée par Brigitte Angibaud à l'occasion des élections municipales de Château-Gontier en mars 2008. La liste en question se classe deuxième avec 1 247 voix (23,50%) et quatre des trente-trois sièges du conseil municipal derrière la liste du maire sortant Philippe Henry qui obtient 3 351 suffrages (63,14 %) et une majorité absolue de vingt-sept sièges. Par conséquent, Guillaume Chevrollier fait son entrée au conseil municipal et siège sur les bancs de l'opposition au maire centriste.

#### Un premier mandat parlementaire
Il se trouve investi par l'Union pour un mouvement populaire pour prendre la suite de Marc Bernier dans la deuxième circonscription de la Mayenne en vue des élections législatives de juin 2012. Au terme du premier tour, il est largement distancé par la candidate socialiste Marie-Noëlle Tribondeau du fait des divisions de la droite et du centre. En effet, le maire de Château-Gontier et Élisabeth Doineau sont également candidats. Néanmoins, il bénéficie d'un bon report de voix lors du second qui voit sa candidature récolter 21 910 suffrages et 51,73 % des voix. Au lendemain du second tour, le 18 juin 2012, il démissionne de son mandat de conseiller municipal pour se concentrer sur son mandat parlementaire quand bien même aucune disposition législative ne rendait cette démission obligatoire. Il siège alors sur les bancs du groupe Les Républicains sauf durant la période d'existence du groupe Rassemblement UMP présidé par François Fillon à la suite du duel opposant l'ancien Premier ministre à Jean-François Copé.
Il brigue un second mandat à l'occasion des élections législatives de juin 2017. Sa suppléante est Julie Decoin, première adjointe de Vaiges, conseillère départementale et ancienne Miss Mayenne. Il se qualifie pour le second tour après avoir obtenu 11 729 votes et 29,76 % des suffrages exprimés ; un peu moins de dix points derrière la candidate présentée par la majorité présidentielle Géraldine Bannier. Au terme du second tour, le 18 juin 2017, il s'incline avec 45,22 % des voix et est contraint de quitter le palais Bourbon.

#### Le passage au Sénat
À l'occasion des élections sénatoriales de septembre 2017, il est investi comme le seul candidat du parti en Mayenne. Il recueille 296 voix de grands électeurs lors du premier tour qui voit l'élection directe d'Élisabeth Doineau. Contraint à un second tour, il doit notamment affronter Valérie Hayer — la candidate de La République en marche —, Philippe Henry et le frontiste Jean-Michel Cadenas. Il gagne alors le soutien de 387 grands électeurs soit le meilleur score du second tour et est élu sénateur à compter du 2 octobre suivant.
Il parraine Laurent Wauquiez pour le congrès des Républicains de 2017, scrutin lors duquel est élu le président du parti.
Il est membre de la commission de l'aménagement du territoire et du développement durable.
En janvier 2020, il devient rapporteur de la mission d'information sur l'empreinte environnementale du numérique. A l'occasion de la publication de son rapport, en juin 2020, le sénateur est invité sur différents médias,où il présente 25 propositions pour limiter l'impact du numérique.
En 2023, il est réélu sénateur de Mayenne au second tour avec plus de 53  % des voix et devient président du groupe d'amitié France-Afrique centrale du Sénat.
En février 2024, il s'oppose à l'inscription dans la Constitution d'une liberté garantie à l'IVG,.